# Longnan
Ej att förväxla med orten Longnan, Ganzhou.
Longnan är en stad på prefekturnivå i provinsen Gansu i nordvästra Kina. Stadens namn betyder "södra Gansu".

## Administrativ indelning
Prefekturen Longnan omfattar en yta som är något mindre än Dalarnas län. Longnan består av ett stadsdistrikt, som omfattar själva stadskärnan, och åtta härad:
| Karta         | Karta     | Karta     | Karta          | Karta             | Karta     | Karta                         |
| ------------- | --------- | --------- | -------------- | ----------------- | --------- | ----------------------------- |
|               |           |           |                |                   |           |                               |
| Nr            | Namn      | Kinesiska | Pinyin         | Befolkning (2020) | Yta (km²) | Befolknings- täthet (inv/km²) |
| Stadsdistrikt |           |           |                |                   |           |                               |
| 1             | Wudu      | 武都区    | Wǔdū qū        | 546 616           | 4 683     | 117                           |
| Härad         |           |           |                |                   |           |                               |
| 2             | Cheng     | 成县      | Chéng xiàn     | 241 587           | 1 701     | 142                           |
| 3             | Dangchang | 宕昌县    | Dàngchāng xiàn | 254 944           | 3 331     | 77                            |
| 4             | Kang      | 康县      | Kāng xiàn      | 162 418           | 2 958     | 55                            |
| 5             | Wen       | 文县      | Wén xiàn       | 196 906           | 4 994     | 39                            |
| 6             | Xihe      | 西和县    | Xīhé xiàn      | 351 069           | 1 861     | 189                           |
| 7             | Li        | 礼县      | Lǐ xiàn        | 424 135           | 4 299     | 99                            |
| 8             | Liangdang | 两当县    | Liǎngdāng xiàn | 39 709            | 1 374     | 29                            |
| 9             | Hui       | 徽县      | Huī xiàn       | 189 888           | 2 722     | 70                            |